# Kazimierz Biskupi (stacja kolejowa)
Kazimierz Biskupi – zlikwidowana stacja kolejowa kolei normalnotorowej w Kazimierzu Biskupim. Położona była przy czynnej w latach 1974 – 1995 linii nr 388 do Konina. Fizyczna likwidacja stacji (peronu) nastąpiła w drugiej połowie 2014, a rozbiórkę torów przeprowadzono w styczniu 2015.